# Чапо, Геза
Геза Чапо (венг. Géza Csapó; 29 декабря 1950, Сольнок — 14 сентября 2022, Сегед) — титулованный венгерский гребец на байдарках. Участвовал в двух летних Олимпийских играх, где выиграл две медали: серебро в Монреале (Б-1 1000 м) и бронзу на летних Олимпийских играх 1972 года.
Чапо также выиграл одиннадцать медалей на чемпионате мира. Из которых, шесть золотых (Б-1 500 м: 1973, 1975, Б-1 1000 м: 1973, 1974, Б-1 4×500 м: 1971, Б-2 10 000 м: 1973), два «серебра» (Б-1 500 м: 1973, Б-1 4×500 м: 1973), и три бронзовые награды (Б-1 4×500 м: 1970, Б-2 500 м: 1977, Б-4 1000 м: 1971).
Лучший спортсмен Венгрии 1973 года.